# Anaspis revelieri
Anaspis revelieri là một loài bọ cánh cứng trong họ Scraptiidae. Loài này được Emery miêu tả khoa học năm 1876.